# Domaine (territoire)
Pour les articles homonymes, voir Domaine.

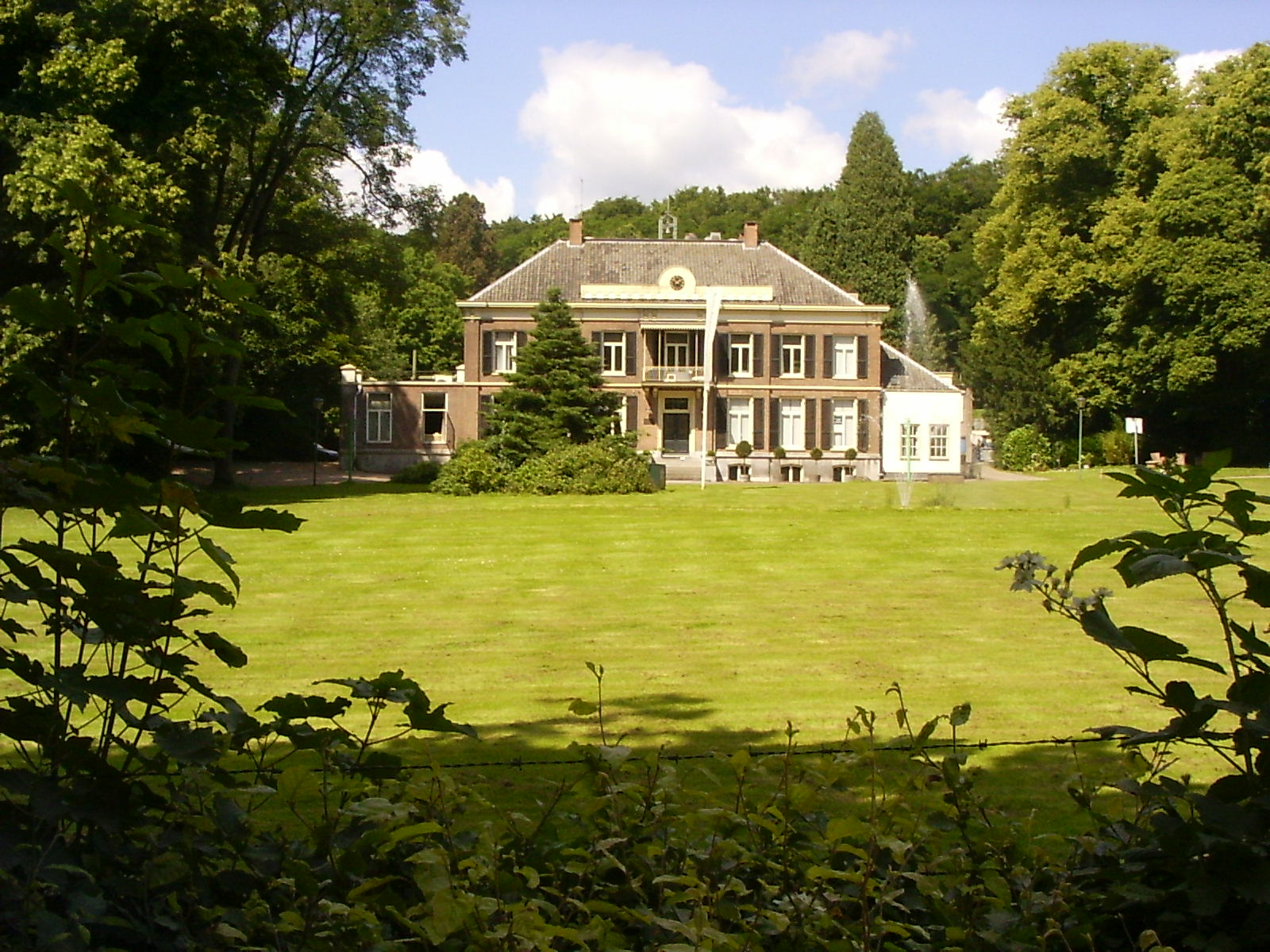
Le manoir de Mariëndaal, à Oosterbeek (Pays-Bas).

Un domaine est l'ensemble des maisons, des dépendances et des terres agricoles qui entourent les jardins et les terrains d'une très grande propriété, comme une maison de campagne ou un hôtel particulier. Il est également le terme moderne pour définir un manoir. Il s'agit en général d'une succession parce que les bénéfices de ses produits et/ou les loyers sont suffisants pour entretenir la maison.